# Болан, Марк
Марк Бо́лан (англ. Marc Bolan, настоящее имя Марк Фелд англ. Mark Feld; 30 сентября 1947 — 16 сентября 1977) — британский певец, автор песен и гитарист, лидер группы T. Rex. До продолжительной творческой деятельности с T. Rex (с 1967 года) записывал сольные синглы и сотрудничал с группой John's Children. Погиб в автокатастрофе в 1977 году.

## Биография
Болан вырос в еврейской семье в лондонском районе Хакни. В детстве увлекался ранним рок-н-роллом, в возрасте девяти лет получил первую гитару и вскоре собрал скиффл-группу. Уже тогда Марк был бунтарём: в возрасте 14 лет он был исключён из школы. На Болана повлияли такие исполнители, как Чак Берри, Боб Дилан (псевдоним Болан получился сокращением — от Боб Дилан), Клифф Ричард и Элвис Пресли. Позже к ним добавились The Rolling Stones, Led Zeppelin, Pink Floyd барретовского периода, Джими Хендрикс, The Beatles и The Beach Boys.
В течение короткого времени работал моделью, в 1967 году присоединился к группе John's Children. Болан утверждал, что после её распада провёл некоторое время в Париже с магом, умевшим летать по воздуху, от которого получил секретные знания. Тогда он стал писать неоромантические песни, вошедшие в первые альбомы T. Rex.
Болан зарабатывал на жизнь как уличный музыкант, исполняя свои песни на улицах Лондона. Tyrannosaurus Rex, его дуэт с перкуссионистом Стивом Перегрином Туком (Steve Peregrin Took), выпустил в общей сложности три альбома и пять синглов, которые не имели коммерческого успеха. Первым менеджером Болана стал известный позднее фотограф Аллан Уоррен, с которым музыкант вместе учился в театральной школе при знаменитом театре Друри-Лейн. По словам следующего менеджера Болана, Алекса Нэпьер-Белла, в течение года на английском радио был лишь один ведущий, транслировавший музыку дуэта, — Джон Пил. Вскоре партнёром Болана по Tyrannosaurus Rex стал Микки Финн, с которым был записан один альбом, после чего название сократилось до T. Rex, а акустическая гитара была заменена на электрическую.
Болан женился на Джун Чайлд (June Child) и стал писать песни дома, в надежде создать первый большой хит. Это ему удалось в 1970 году с песней Ride A White Swan и продюсером Тони Висконти. Сингл медленно поднимался в британском хит-параде, достигнув второго места в начале 1971 года. Так начался период расцвета стиля глэм-рок, принёсший славу самым ярким его исполнителям — Марку Болану с T. Rex и его другу Дэвиду Боуи. Начиная с 1971 года состав T. Rex расширялся, их синглы становились хитами, поднимаясь на первые строчки хит-парадов. В 1972 году Болан появился в музыкально-документальном фильме о T. Rex «Born to Boogie», снятом Ринго Старром. Кроме концерта T. Rex в фильме присутствуют кадры, снятые в особняке Джона Леннона, и музыкальный номер с T. Rex, дополненными Ринго Старром на вторых ударных и Элтоном Джоном на пианино.
Начиная с 1973 года успех Болана и T. Rex пошёл на убыль, группу покинули некоторые участники, и тогда же распался первый брак Болана. У него начался роман с певицей Глорией Джонс, которая родила ему сына в 1975 году. Болан скрылся от общественности на целых три года, однако продолжал выпускать синглы и альбомы. В середине 1970-х годов ухудшилось здоровье певца; он набрал вес и пристрастился к кокаину.
В 1975—1977 годах Болан снова похудел, стал давать концерты и появляться на телевидении, где, в частности, вёл музыкальное телешоу «Marc», в последнем выпуске которого спел дуэтом с Дэвидом Боуи.
16 сентября 1977 года, за две недели до своего 30-летия, Марк Болан погиб, возвращаясь с Глорией Джонс домой из бара-ресторана: машина, которую вела Глория, врезалась в дерево. Сам Болан никогда не учился водить автомобиль, опасаясь погибнуть как Джеймс Дин. В 2002 году, в 25-ю годовщину смерти, на месте гибели Болана был торжественно установлен его бронзовый бюст.

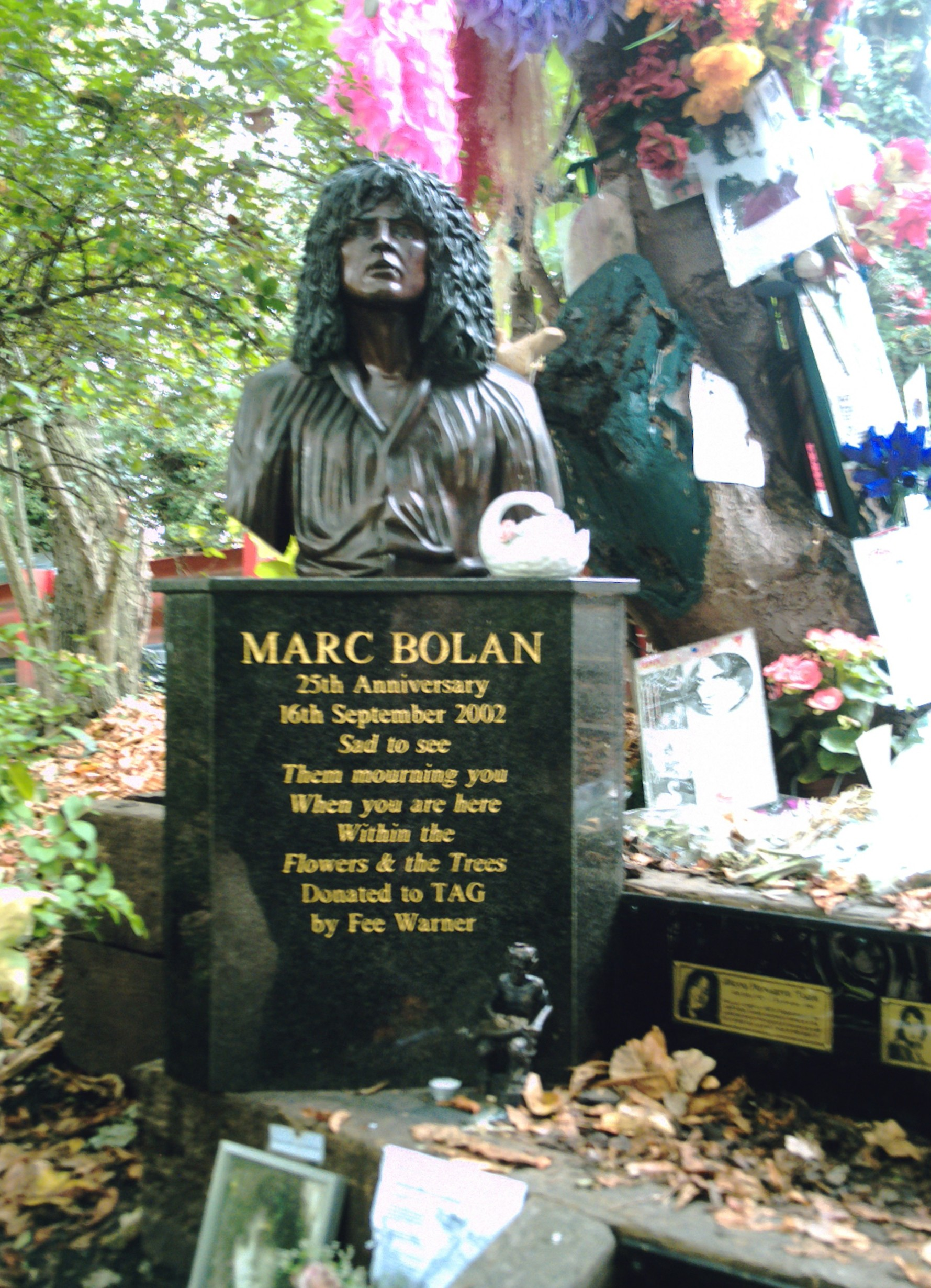
Бюст Болана

Болан оказал большое влияние на множество музыкантов и на целые направления, такие как панк-рок и брит-поп, на его песни существует множество кавер-версий.

## Дискография
Дискография с T. Rex — см. T. Rex

### Сольные синглы
- «The Wizard» / «Beyond the Rising Sun» (ноябрь 1965)
- «The Third Degree» / «San Francisco Poet» (июнь 1966)
- «Hippy Gumbo» / «Misfit» (декабрь 1966)